# Grünewald

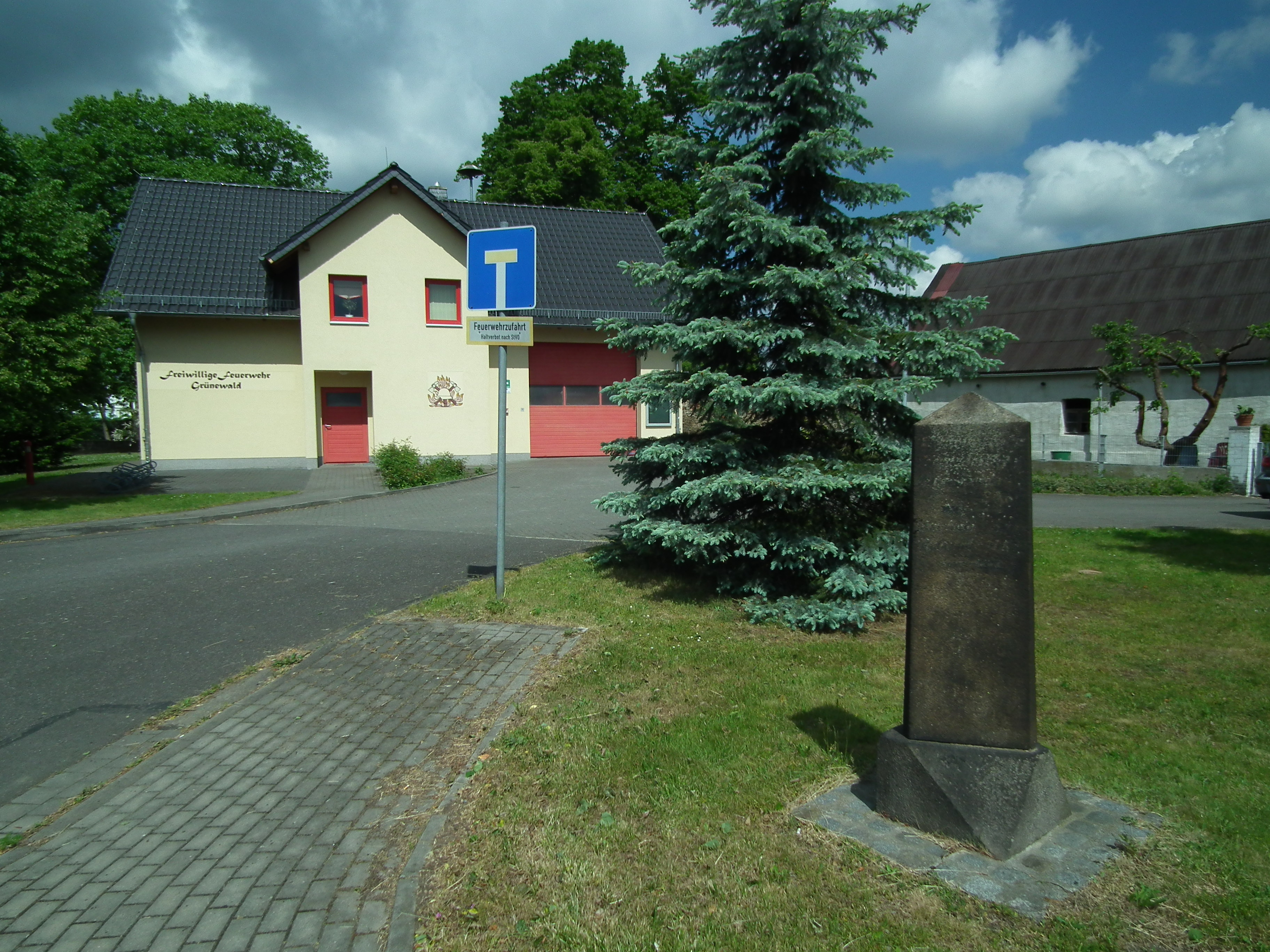
Freiwillige Feuerwehr in Grünewald

Grünewald (niedersorbisch Zeleny Gozd, obersorbisch Zeleny Hózd) ist eine Gemeinde im Amt Ruhland im Landkreis Oberspreewald-Lausitz in Brandenburg.

## Geografie
Der Ort liegt rund 20 Kilometer südlich von Senftenberg zwischen der A 13 und der B 97 unweit der Grenze zu Sachsen. Im Süden und im Osten grenzt die Gemeinde an den Freistaat Sachsen. Nachbarorte sind Guteborn, Hohenbocka, Heide, Wiednitz sowie die Ortsteile Grüngräbchen und Cosel der sächsischen Gemeinde Schwepnitz.

## Gemeindegliederung
Zur Gemeinde gehört der bewohnte Gemeindeteil Sella.

## Geschichte

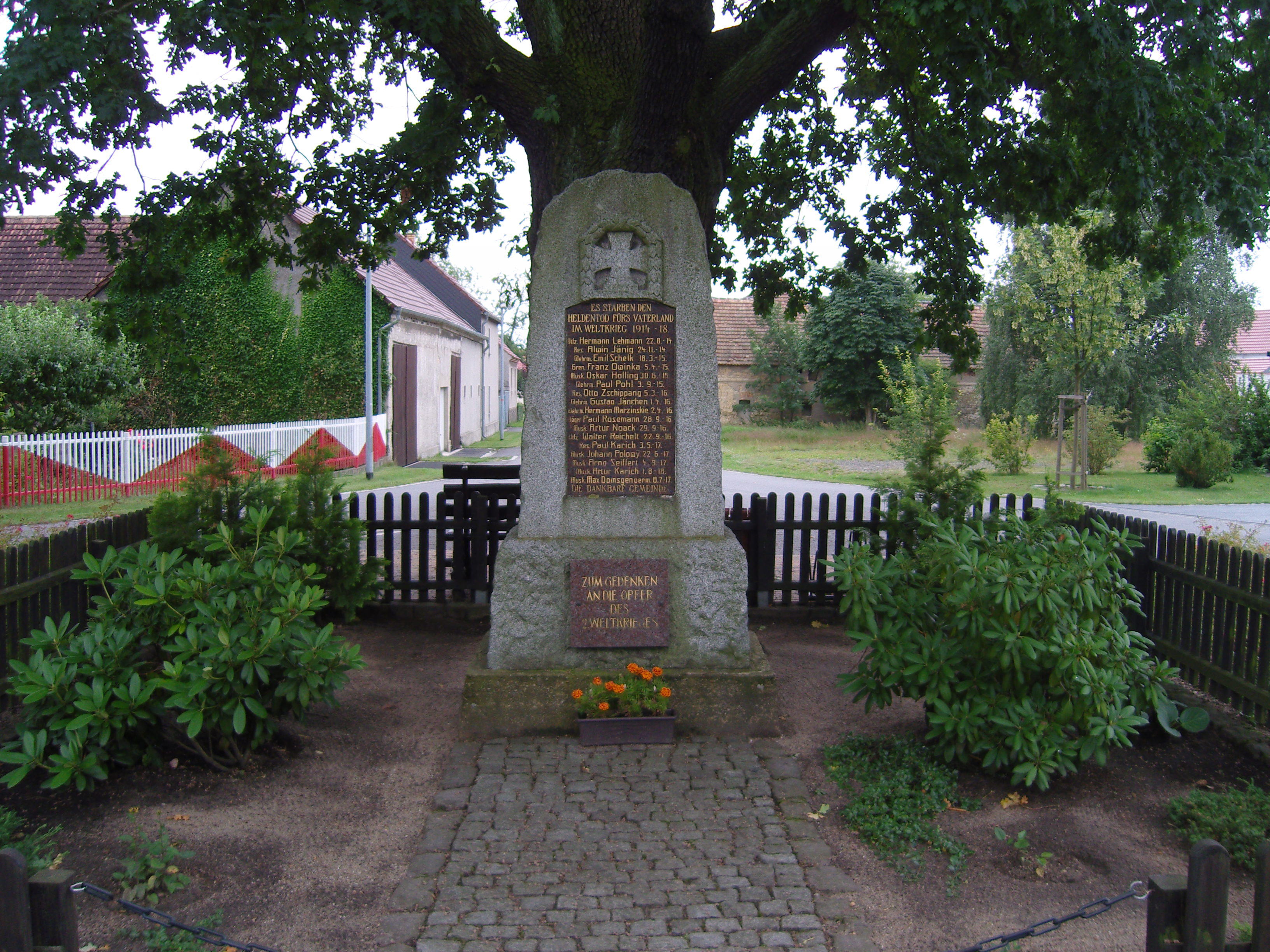
Kriegerdenkmal

Grünewald gehörte seit 1816 zum Spremberg-Hoyerswerdaer Kreis in der preußischen Provinz Brandenburg. Im Jahr 1825 wurde der südliche Teil dieses Kreises als Kreis Hoyerswerda abgespalten und wechselte in die Provinz Schlesien. Da der Landkreis westlich der Oder-Neiße-Linie lag, wurde er 1945 Teil der sowjetischen Besatzungszone und in das Land Sachsen eingegliedert. Im Jahr 1952 kam Grünewald zum neugegründeten Kreis Senftenberg im DDR-Bezirk Cottbus (1990–1993 im Land Brandenburg). Seit der Kreisreform 1993 liegt die Gemeinde im Landkreis Oberspreewald-Lausitz.
Erstmals wurde Sella im Jahr 1523, und Grünewald 1529 urkundlich erwähnt. Sella wurde 1938 nach Grünewald eingemeindet.

## Bevölkerungsentwicklung
| Jahr | Einwohner |
| ---- | --------- |
| 1875 | 250       |
| 1890 | 260       |
| 1910 | 400       |
| 1925 | 544       |
| 1933 | 593       |
| 1939 | 823       |

| Jahr | Einwohner |
| ---- | --------- |
| 1946 | 919       |
| 1950 | 956       |
| 1964 | 887       |
| 1971 | 854       |
| 1981 | 780       |
| 1985 | 755       |

| Jahr | Einwohner |
| ---- | --------- |
| 1990 | 736       |
| 1995 | 725       |
| 2000 | 688       |
| 2005 | 635       |
| 2010 | 587       |
| 2015 | 537       |

| Jahr | Einwohner |
| ---- | --------- |
| 2020 | 514       |
| 2021 | 513       |
| 2022 | 535       |
| 2023 | 526       |
| 2024 | 532       |

Gebietsstand des jeweiligen Jahres, Einwohnerzahl: Stand 31. Dezember (ab 1991), ab 2011 auf Basis des Zensus 2011, ab 2022 auf Basis des Zensus 2022

## Politik

### Gemeindevertretung
Die Gemeindevertretung von Grünewald besteht aus acht Gemeindevertretern und dem ehrenamtlichen Bürgermeister. Die Kommunalwahl am 9. Juni 2024 führte bei einer Wahlbeteiligung von 75,2 % zu folgendem Ergebnis:
| Partei / Wählergruppe                  | Stimmenanteil | Sitze |
| -------------------------------------- | ------------- | ----- |
| Unabhängige Wählergemeinschaft         | 65,4 %        | 5     |
| Interessengemeinschaft Grünewald/Sella | 34,6 %        | 3     |

### Bürgermeister
- 2003–2009: Gerhard Göbel[7]
- 2009–2019: Ute Schmatloch (Unabhängige Wählergemeinschaft)[8]
- seit 2020: Marcus Scholze (Unabhängige Wählergemeinschaft)

Zur Bürgermeisterwahl am 9. Juni 2024 fand sich kein Bewerber für das Amt des Bürgermeisters. Entsprechend dem Brandenburgischen Kommunalwahlgesetz wählte die Gemeindevertretung am 20. Juni 2024 aus ihrer Mitte Marcus Scholze für den Rest der Wahlperiode von fünf Jahren zum ehrenamtlichen Bürgermeister.

## Sehenswürdigkeiten
In der Liste der Bodendenkmale in Grünewald sind die Bodendenkmale der Gemeinde aufgeführt. Neben einer alten Wegsäule an der Hohenbockaer Straße steht ein Steinkreuz.

## Verkehr

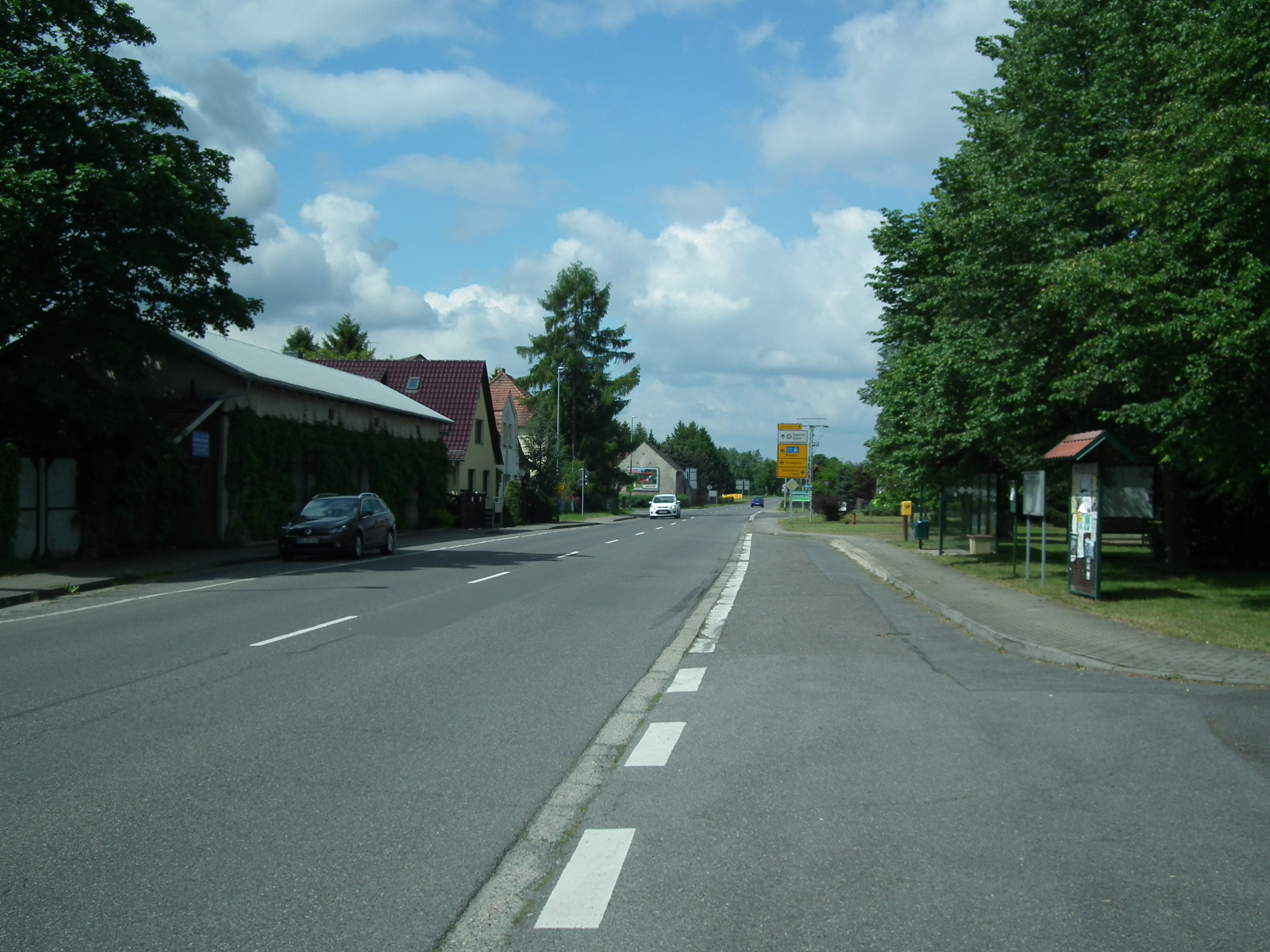
Hauptstraße

Grünewald liegt an den Landesstraßen L 57 nach Ruhland und L 58 nach Hosena. Die nächstgelegene Autobahnanschlussstelle ist Ruhland an der A 13 Berlin–Dresden.
Im nahe gelegenen Schwarzheide befindet sich ein Verkehrslandeflugplatz der Kategorie II.

## Söhne- und Töchter der Stadt
- Georg Memminger (* 1950), Autorennfahrer und Unternehmer